# Zvonička ve Lhotě nad Moravou
Dřevěná zvonička z počátku 19. století stojí na katastrálním území obce Lhota nad Moravou v okrese Olomouc. V roce 1964 byla zapsána do Ústředního seznamu kulturních památek České republiky.

## Historie
Přesné datum vzniku zvoničky není známé. Podle datace na zvonku ve zvoničce se usuzuje, že byla postavena kolem roku 1830. Zvonička plnila hlavně funkci ohlašování požárů a také ke zvonění poledne a klekání. V současné době (2021) jen jako umíráček. Zvonička byla opravována v letech 1939 a 1965.

## Architektura
Zvonička je celodřevěná samostatně stojící stavba na betonové podezdívce čtvercového půdorysu. Dolní část, která tvoří prostor pro zvoníka, je bedněna prkny a pobitá lištami. Je zakončena valbovou střechou krytou šindelem. Z hřebenu střechy vycházejí dva trámy, které jsou zakončeny kuželovou stříškou, pod níž je zavěšen zvon.
Zvon o průměru 323 mm a hmotnosti 17,7 kg byl ulit v olomoucké zvonařské dílně Wolfganga Strauba v roce 1830. Jeho povrch zdobí reliéf Golgoty a nápisy:
| „ | IN HONOREN 1830 S. CRUCI ET ANNA - GEGOSEN WOLFGANG STRAUB IN OLMÜTZ | “ |

V roce 1952 zvon praskl a byl v tomtéž roce opraven v podniku Michera v Brně-Husovicích.